# Blendung (Strafe)

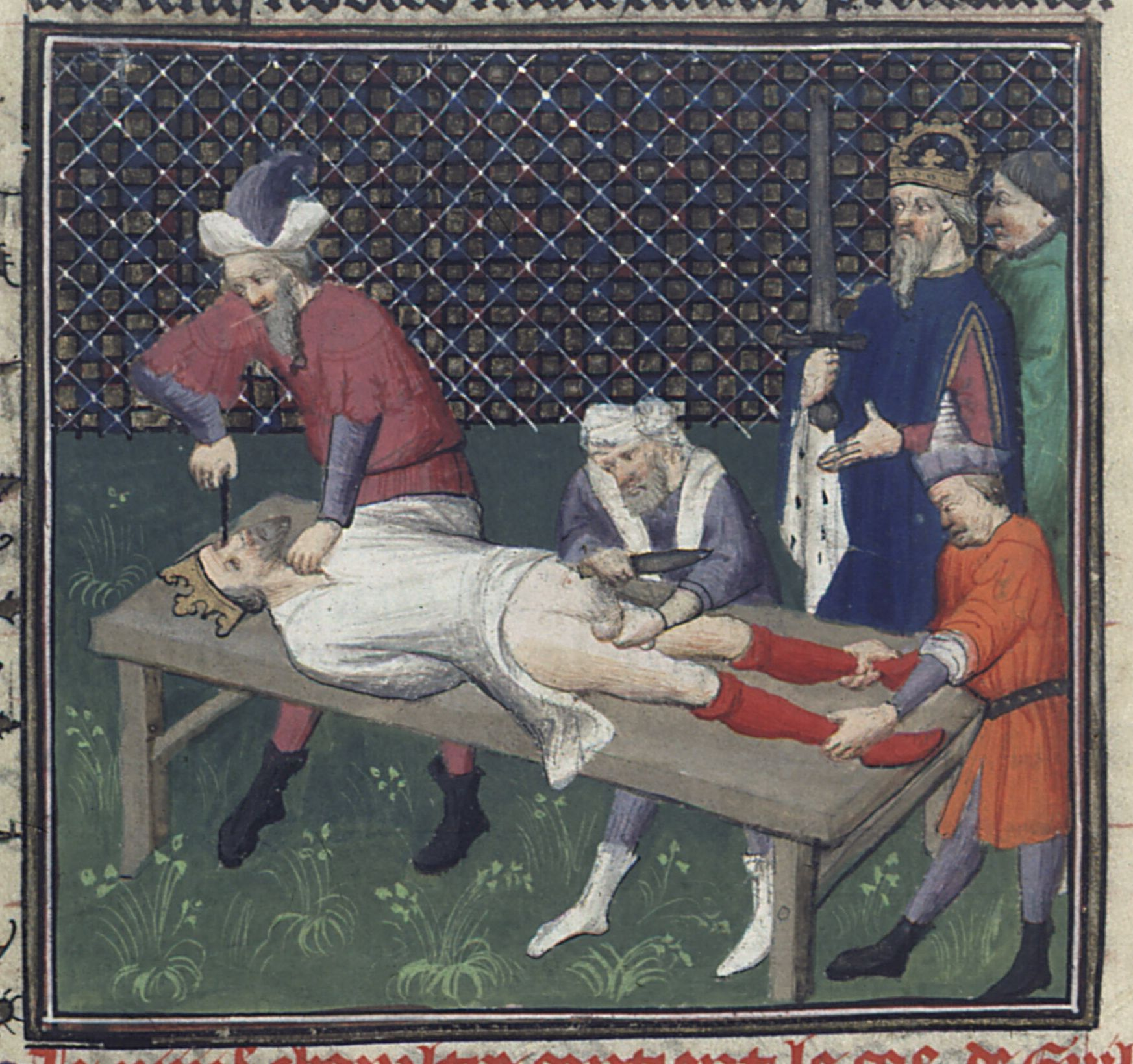
Kaiser Heinrich VI. lässt König Wilhelm III. von Sizilien blenden und kastrieren. Illumination aus einer Ausgabe des De casibus virorum illustrium des Giovanni Boccaccio, 15. Jahrhundert.

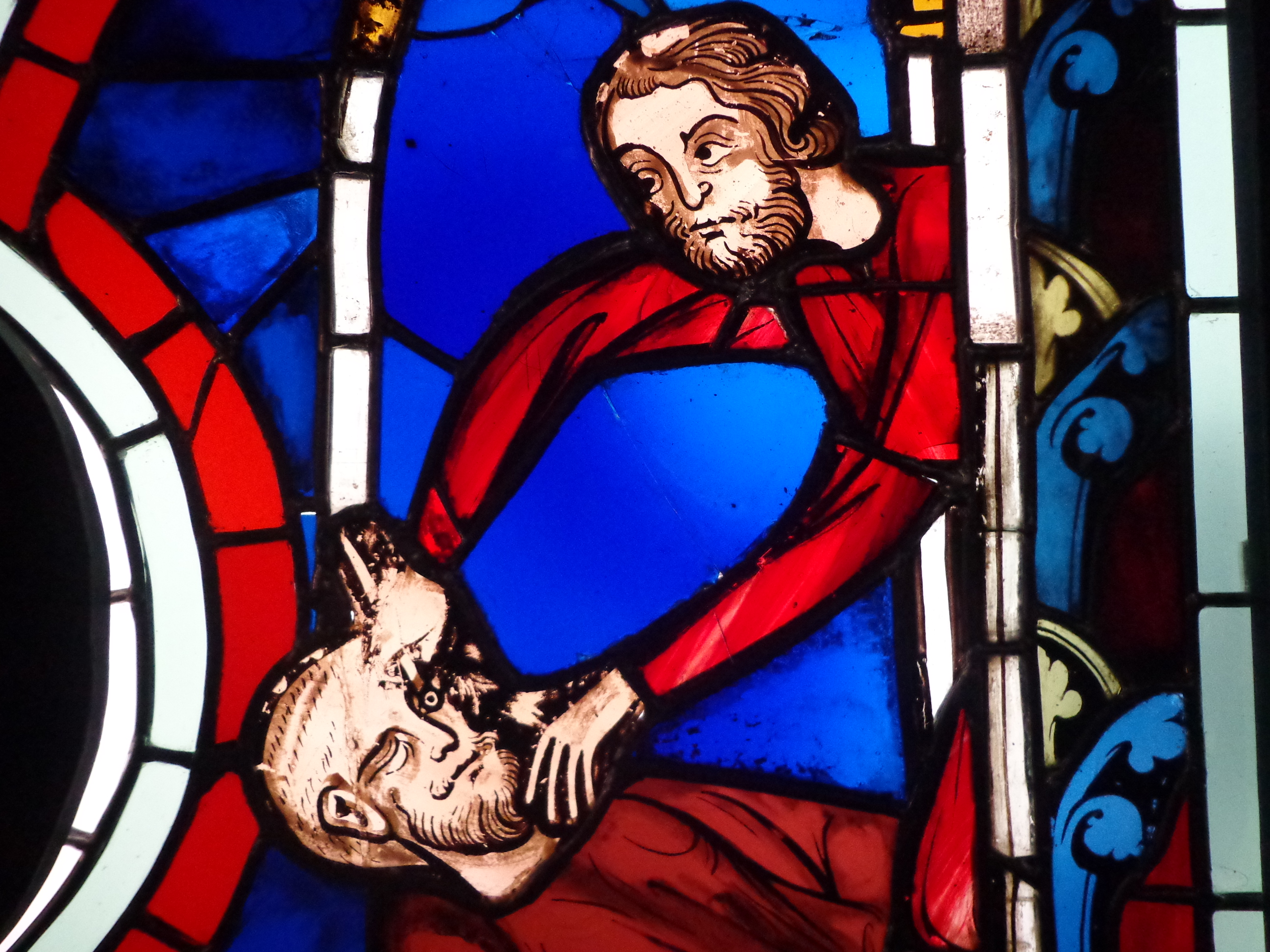
Die Blendung Samsons in der Sainte-Chapelle in Paris (vor 1248)

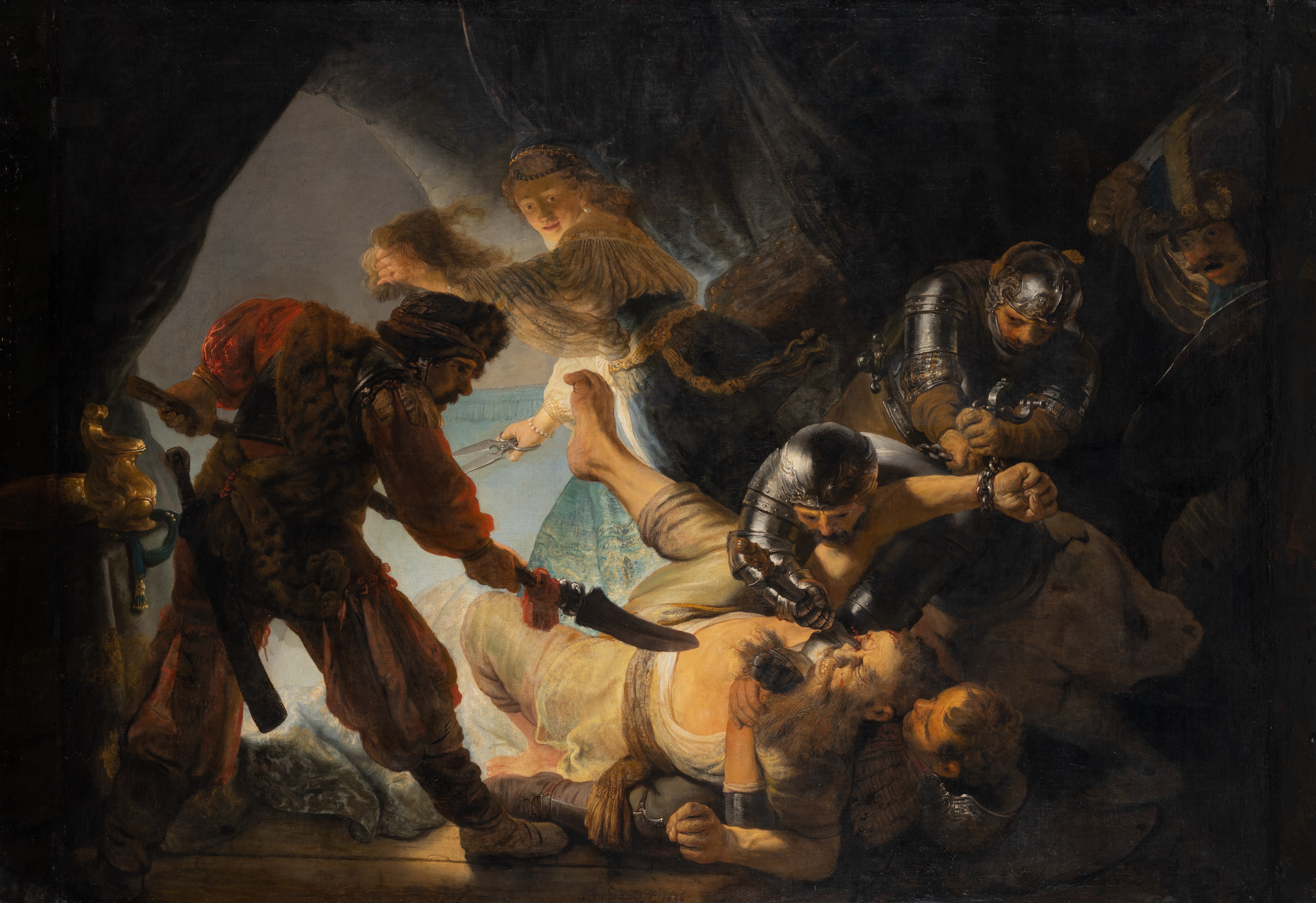
Die Blendung Simsons von Rembrandt van Rijn (1636), Städel Museum in Frankfurt am Main

Blendung bezeichnet eine Form der Bestrafung oder der Folter, die zu einer vorübergehenden, meist aber dauerhaften Erblindung führt. Die Blendung konnte durch das Herausreißen der Augäpfel oder auf andere Weise (Ausbrennen, Erhitzen, Stechen, Schneiden etc.) erfolgen.

## Geschichte

### Altertum
Die Blendung war bereits im Altertum bekannt und besonders im Orient verbreitet; sie galt römischen Autoren in der Spätantike als geradezu typisch für das persische Sassanidenreich. Dort wurde offenbar die Technik beherrscht, den Verurteilten zu blenden, ohne dies mit seinem Tod zu verbinden. In dieser Form scheint sie nach 600 n. Chr. über Byzanz auch Italien und das Frankenreich erreicht zu haben.
Auch die Blendung von Sklaven ist früh belegt. Bereits Salmanassar I. berichtet im 14. Jahrhundert v. Chr. in seiner Inschrift vom Aššurtempel in Aššur, er habe 14.400 Gefangene aus Mitanni nach Assur gebracht und geblendet. Solche blinden Sklaven wurden wohl für einfache mechanische Arbeiten, etwa Getreidemahlen oder Melken, eingesetzt. So wird in der Bibel auch von Samson (Simson) berichtet: „Da ergriffen ihn die Philister und stachen ihm die Augen aus, führten ihn hinab nach Gaza und legten ihn in Ketten; und er musste die Mühle drehen im Gefängnis.“ (Ri 16,21 ) (Wahrscheinlicher ist allerdings die Bedienung eines Sattelmahlsteins.) Die Skythen setzten im 5. Jahrhundert v. Chr. laut Herodot geblendete Sklaven zum Melken und in der Milchverarbeitung ein.
Homer berichtet in der Odyssee von der Blendung des Zyklopen Polyphem durch Odysseus und seine Gefährten.
Die frühchristliche Märtyrerin und Heilige Lucia von Syrakus wurde der Legende nach geblendet.

### Mittelalter
Im Frühmittelalter existierte in Westeuropa eine Foltermethode mit diesem Namen. Hierbei wurde dem Delinquenten ein rotglühendes Stück Eisen direkt vor die Augen gehalten. Die Wärmestrahlung zerstörte die Netzhaut und erhitzte die Augenflüssigkeit, was zu einem sehr schmerzhaften Erblinden führte, ohne äußerlich sichtbaren Schaden zu hinterlassen.
Im Byzantinischen Reich war Blendung seit dem 7. Jahrhundert eine gängige Maßnahme, um ehemalige Kaiser bzw. Bewerber um den Kaiserthron auszuschalten. Wie zuvor bereits bei den Sassaniden entstand diese Praxis, die vereinzelt auch auf Päpste angewandt wurde, aus dem Konflikt zwischen der faktischen Erblichkeit bestimmter Würden und der Scheu davor, Mitglieder der Herrscherfamilie zu töten. Oft erfolgte neben oder statt der Blendung auch ein Abschneiden der Nase. Bisweilen wurde die Blendung jedoch so brutal durchgeführt, dass das Opfer daran starb, wie etwa Kaiser Romanos IV. Diogenes. Ihm wurde dreimal ein glühendes Eisen in die Augenhöhle gestoßen, die Wunde entzündete sich, und Michael Attaleiates berichtet, wie ihm in der Folge Maden vom Gesicht fielen, bevor er starb. Auch Schein-Blendungen sind überliefert, wie im Falle des fränkischen Söldners Roussel Phrangopolos.
Weitere geblendete Prätendenten waren Manuel Komnenos, Isaak II., Artabasdos, Konstantin VI., Michael V. und Alexios V.
Unter den Karolingern kam es zu Blendungen von aufständischen Mitgliedern des Herrscherhauses, so im Falle Bernhards, König von Italien, 818, und Hugos, eines Sohnes von Lothar II., 885.
Die Sitte wurde auch in anderen Staaten im byzantinischen Einflussbereich übernommen, so in Kleinarmenien, Ungarn und von den sizilianischen Normannen.
Negative Berühmtheit erlangte der byzantinische Kaiser Basileios II., der im Jahr 1014 nach seinem Sieg über Zar Samuel in der Schlacht von Kleidion rund 14.000 bulgarische Gefangene blenden ließ. Danach wurde er der „Bulgarentöter“ oder „-schlächter“ (Βασίλειος ὁ Βουλγαροκτόνος Basíleios ho Bulgaroktónos) genannt.
Auch Stephan von Ungarn ließ im Jahr 1031 einen Vetter blenden, um ihn an der Thronfolge zu hindern. Das Lied Feschers Köbes der Kölner Mundartgruppe Bläck Fööss thematisiert eine Blendung zu Zeiten von Erzbischof Anno II. Auch im Rahmen des Albigenserkreuzzugs (1209–1229) wurden Blendstrafen wegen Festhaltens an der Häresie verhängt.

### Neuzeit
Im Spätmittelalter und in der Frühen Neuzeit war Blendung durch Ausstechen der Augen eine häufig angewandte Form landesherrlicher Bestrafung, insbesondere nach dem Bauernkrieg von 1525. So ließ beispielsweise Markgraf Kasimir von Brandenburg-Kulmbach nach der Niederlage der fränkischen Bauern am 9. Juni 1525 58 Männer der Stadt Kitzingen, die sich an dem Aufstand beteiligt hatten, blenden und aus der Stadt jagen. Diese Tat wurde schon von den Zeitgenossen als Ungeheuerlichkeit empfunden und gilt als eine der schauerlichsten Bluttaten des gesamten Bauernkrieges. Des Weiteren sind Blendungen aus dem Osmanischen Reich und dem Mogulreich (siehe Kamran Mirza oder Khusrau Mirza) bekannt.

### Gegenwart
Nach dem in der islamischen Rechtsprechung (scharia) geltenden Prinzip der Wiedervergeltung (qisās) werden auch heute noch Blendstrafen verhängt, z. B. bei Säureattentaten gegen Frauen (siehe Ameneh Bahrami). 